# Cinco niños y esto
Cinco niños y eso o Cinco niños y esto (título original en inglés:Five Children and It) es un libro para niños escrito por Edith Nesbit, publicado en 1902. Fue una expansión de la serie de historietas publicadas en The Strand Magazine en 1900. Es el primer libro de una trilogía.

## Película de 2004
Cinco niños y eso (película), está basada en el libro original de Five Children an It de 1902.